# Хармонајзер
Хармонајзер је десети студијски албум српске рок групе Електрични оргазам, објављен 2002. године за дискографску кућу ПГП РТС.

## Позадина
2000. године, Гиле учествује на стварању албума Све лажи света Владе Дивљана. Наредне године, Гиле учествује у пројекту Музичари деци с љубављу. Такође је Гиле наступао у Загребу после више од 10 година.
Пред излазак Хармонајзера, објављена је компилација Најбоље песме вол. 2 1992-1999.

## Листа песама
| №               | Назив                        | Трајање |  |
| 1.              | Данас нисам сасвим свој      | 3:11    |  |
| 2.              | Истина нема крај             | 2:25    |  |
| 3.              | Нека сада виде сви           | 2:25    |  |
| 4.              | Небо броји кораке            | 4:26    |  |
| 5.              | Ко се сада сећа свега        | 2:23    |  |
| 6.              | Сенке зидова                 | 4:32    |  |
| 7.              | Промене                      | 3:17    |  |
| 8.              | Ресторан 3 ора               | 1:43    |  |
| 9.              | Зато стојим сам              | 4:57    |  |
| 10.             | Томе неће доћи крај          | 2:54    |  |
| 11.             | Против себе                  | 7:30    |  |
| 12.             | Ђанкарло Гингива поново јаше | 2:49    |  |
| 13.             | Она шета пса                 | 3:12    |  |
| Укупно трајање: | Укупно трајање:              | 46:03   |  |

## Учествовали на албуму

### Електрични оргазам
- Срђан Гојковић Гиле — гитара, вокали
- Зоран Радомировић Шваба — бас
- Бранислав Петровић Банана — гитара, вокал, бас на песми Промене, главни вокал на песми Томе неће доћи крај и Промене, оргуље на песмама Ко се сада сећа свега и Зато стојим сам
- Благоје Недељковић Паче — бубњеви

### Гости на албуму
- Дуле Петровић — (саксофон, на песмама Данас нисам сасвим свој и Небо броји кораке
- Зоран Еркман — тромбон на песмама Данас нисам сасвим свој и Небо броји кораке
- Борис Буњак — позадински вокали на песмама Истина нема крај, Некада сада виде сви и Сенке зидова
- Зденко Колар — позадински вокали вокали на песмама Истина нема крај, Некада сада виде сви и Сенке зудова
- Немања Којић Којот — тромбон на песми Небо броји кораке
- Душан Којић — ритам гитара на песмама Промене и Зато стојим сам, акустична гитара на песми Ресторан 3 ора[8]
- Влада Дивљан — гитара на песми Зато стојим сам
- Љубомир Ђукић Љуба — главни вокал на песми Зато стојим сам

## Пријем
Време је писао да група није звучала тако свеже и полетно, додајући да су песме чистокрвни рок.